# Kilobit
Un kilobit es una unidad de medida de información (símbolo kb o kbit).
En la práctica la unidad kilobit se usa para medir el tráfico de la información por un canal digital, y se expresa en unidades de kilobits por segundo (kbit/s, kb/s o kbps) esta unidad representa la cantidad de bits que se transfieren de un punto a otro en un segundo. 
La velocidad de transferencia expresada en bits no se debe confundir con la misma expresada en bytes ya que una es ocho veces mayor que la otra.
1 byte = 8 bits. 
La definición estándar del kilobit es 1 kilobit = 103 bits = 1000 bits. Sin embargo en el contexto de la capacidad de almacenamiento de información y en el contexto del espacio de direccionamiento la definición habitualmente usada es la binaria: 1 kilobit = 210 bits = 1024 bits. El uso de una u otra puede ser ambiguo por lo que también existe el término Kibibit que hace referencia inequívocamente a la definición binaria.
La definición decimal se utiliza comúnmente para expresar las velocidades de transmisión de datos. Por ejemplo, la velocidad de transmisión de un módem de 56K (56 Kbit/s) sería 56 000 bits por segundo (56 x 1000).
Kilobit (kbit)
Unidad informática de medida de información.
1 kilobit = 1000 bits. 
Kilobyte (kB)
Otra unidad de medida de información.
1 kilobyte = 1000 bytes. 
Kibibit (Kibit)
1 Kibibit = 1024 bits
Kibibyte (KiB)
1 Kibibyte = 1024 bytes